# ルベッツ
ルベッツ（The Rubettes）は、1974年にデビューしたイギリスのバンド。「シュガー・ベイビー・ラヴ」の大ヒットで知られる。

## 解説
ウェイン・ビッカートン自身が作成したデモテープの音源をバンドに売り込みを行い、数名のスタジオ・ミュージシャンを中心に1973年に結成。
「シュガー・ベイビー・ラヴ」など数曲がヨーロッパでヒット。アメリカでは「シュガー・ベイビー・ラヴ」の37位以外トップ100入りはなかった。
1979年に活動停止。ドイツのプロモーターの要請で1982年に再編成してヨーロッパを中心に活動再開。 
1989年にベースのミック・クラークが脱退。1990年代はベースにトレヴァー・ホリデイ（Trevor Holiday）やマンフレッド・マンズ・アース・バンドのスティーヴ・キンチを起用する。

### リードボーカルの変更
デビュー・シングル「シュガー・ベイビー・ラヴ」のボーカルは、その後の活動に参加せず脱退したポール・ダ・ヴィンチによって録音された。彼のボーカルトラックがプロデューサーなどによって大好評であったためAB面共に別のボーカルで録り直すことなく発売された。
その後のライブやテレビ出演の際は、「シュガー・ベイビー・ラヴ」のコーラス・グループとして参加していたアラン・ウィリアムズをジョン・リチャードソンの紹介により、ボーカルに迎え、正式メンバーとして参加。2枚目のシングルとなる「トゥナイト」からアランのボーカルで発売された（同曲もポールが録音済みであった）。

### 分裂
1990年代後半にグループは分裂。法廷闘争の末、2002年に裁判所が双方に「The Rubettes」の使用を認めたため、以降は「The Rubettes Featuring Alan Williams」と「The Rubettes Featuring Bill Hurd」として活動を継続した。
45周年記念ツアーを目前にした2019年2月、アラン組からジョン・リチャードソン、ミック・クラーク、スティーヴ・イーサリントンが脱退（ジョンの声明では解散）、新たに3人で「ルベッツ」として活動を開始し、3月にSobel Nation Recordsから新曲を発表。アランは新メンバーを加え、ツアーを敢行した。

### ジョン・リチャードソン、ミック・クラークとビル・ハードの合流
アラン組から脱退したジョン・リチャードソンとミック・クラークは、かつて分裂したビル・ハードと合流し、そこにマーク・ライトを加えて、新たにThe Rubettesとして活動を開始した。
2022年には、ドイツのライプツィヒにてライブが行われている。

### Sugar Baby Lovesの結成
2023年結成。ジョン・リチャードソン、ミック・クラーク、マーク・ライト、スティーヴ・イーサリントンの4名からなる。

## メンバー

### 結成メンバー
- ポール・ダ・ヴィンチ（Paul Da Vinci） - 初代ボーカル。「シュガー・ベイビー・ラヴ」のリードボーカルを担当。同曲の録音後、別のレコード会社（ペニー・ファーシング）と契約をしたため脱退。
- ビル・ハード - キーボード（プロフィールは後述）
- ミック・クラーク - （Mick Clarke, 1946年8月10日 - ） - ベース、ボーカル、パーカッション、ハーモニカ。解散後はスタジオ・ミュージシャンとして活動。グリムズビー生まれ、ダゲナム育ち。「The Teens」「ザ・トレメローズ」「ザ・シンボルズ（英語版）」に参加。エセックスのパブで演奏していたときにジョンと出会いルベッツに参加[6]。1990年に脱退。エルトン・ジョン、クリフ・リチャードらと仕事をする[6]。
- ジョン・リチャードソン - （John Richardson、1947年5月3日 - ） - ドラムス、ギター、ハーモニカ、ボーカル。エセックス州サウス・オッケンドン出身[7]。16歳でドラムを始め、バンド活動を行う。その後、アランのバンド「Medium」やアランとのデュオ「Baskin & Copperfield」として活動し、「Paul Ryder&Time Machine」でドラマを担当。このバンドでジョンは「シュガー・ベイビー・ラヴ」のリードボーカルを担当したポールと対面、共に短期間ではあるが活動する。

この後、ポールを除くメンバーにてルベッツ結成。
また、スタジオ・ミュージシャンとしても活躍した。（主な参加曲はカール・ダグラス「吼えろ! ドラゴン」、バリー・ブルー「ダンスでごきげん」、ステファニー・デ・サイクス「Born With A Smile On My Face」など）。ルベッツでは曲作りにも多く携わった。1983年の脱退後は代替医療や東洋医学の仕事に専念。2000年に復帰。
- トニー・ソープ（Tony Thorpe、1947年7月20日 - ） - ギター、ドラムス、ピアノ、ボーカル。1978年脱退。
- ピーター・アーニセン（Peter Arnesen、1947年8月25日 - ） - キーボード。デビュー後間もなくして脱退[3]。

### The Rubettes Featuring Alan Williams

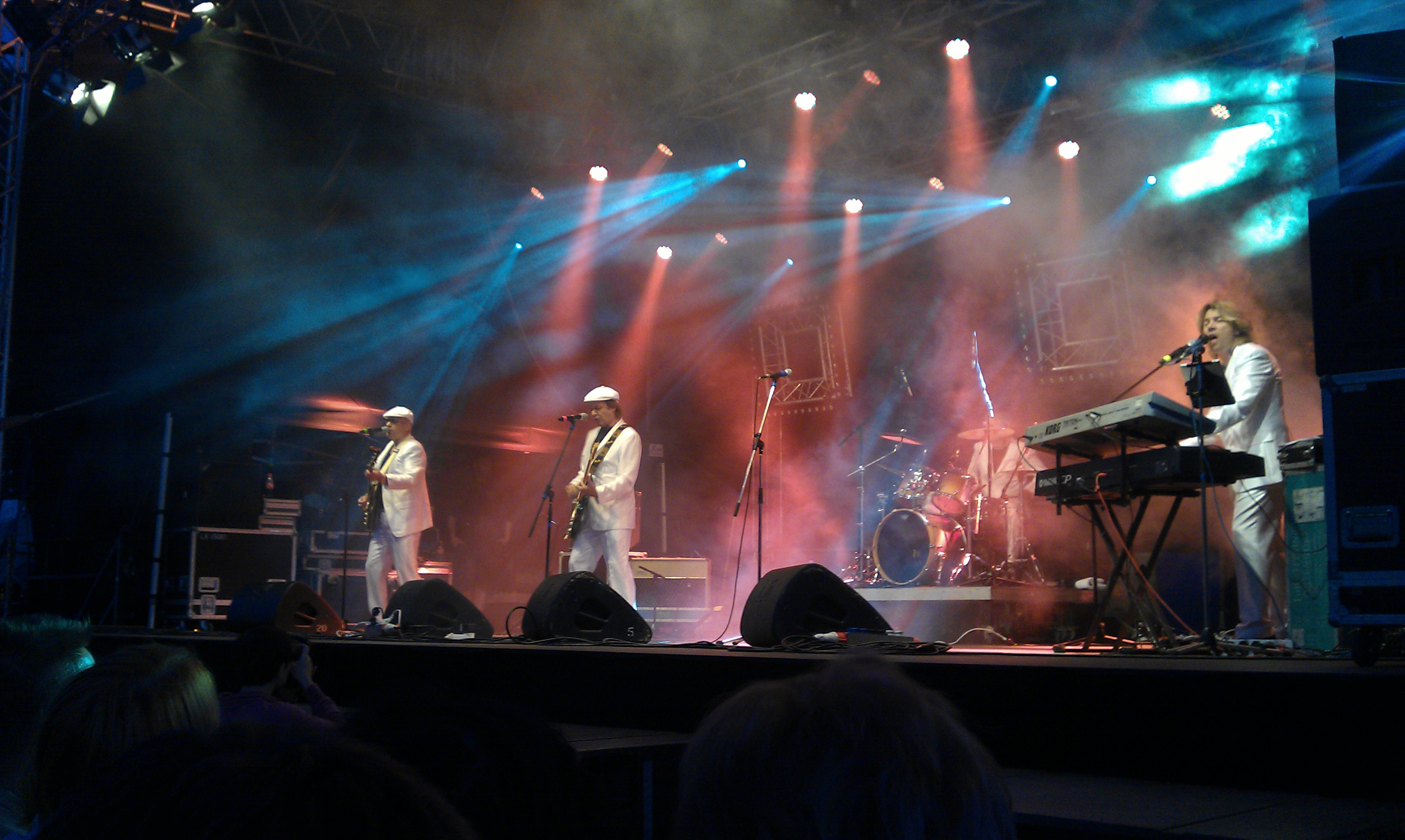
ルベッツ・フィーチャリング・アラン・ウィリアムズ（2015年）

※2000年頃から活動。2019年2月に再分裂。
- アラン・ウィリアムズ（Alan Williams、1950年12月22日 - ） - 2代目ボーカル、ギター。ほとんどの曲でリードボーカルを担当する。解散後はソロ活動。ハートフォードシャー州ウェリン・ガーデン・シティ出身[8]。15歳でギターを始め、18歳でバンド「Medium」の中心メンバーとしてヨーロッパ・ツアーを行い、帰国後にジョン・リチャードソンと知り合う[8]。
- ジョン・リチャードソン。2019年2月解散を宣言して新生「ルベッツ」を結成。
- ミック・クラーク。同上。
- マーク・ヘイリー（Mark Haley、1961年2月2日 - ）[9] - キーボード。元キンクス（1989年 - 1993年）。2000年参加。スティーヴの脱退により、再びルベッツに参加する。
- スティーヴ・イーサリントン - ギター、キーボード。1990年代にルベッツのアレンジ、プロデュースを担当。2016年頃ヘイリーと入れ替わり参加。2019年2月脱退して新生「ルベッツ」に参加。
- ローレンス・ヘイリー（Lawrence Haley) - マーク・ヘイリーの兄弟。ベースを担当する。ミック・クラークの脱退により、新メンバーとして参加した。
- グリン・デイヴィス（Glyn Davies）- ギター。ミック、ジョン、スティーヴの後任の新メンバーを迎えるタイミングで、新たに参加した。
- スペンサー・リングウッド（Spencer Lingwood）- ドラムス。ジョン・リチャードソンの脱退により、新メンバーとして参加した。

### The Rubettes Featuring Bill Hurd
※2000年頃から活動。
- ビル・ハード（Bill Hurd、1948年8月11日 - ） - キーボード、（分裂後は）リードボーカル。初期ルベッツ活動停止後はスージー・クアトロのバックバンドとしてツアーやシングル「She's In Love With You（ドイツ語版）」「Stumblin' In（英語版）」に参加した[10]。

他4名
ポール・ダ・ヴィンチも参加したがアラン組から提訴されたことを切っ掛けに2006年に脱退している。

### The Rubettes（2019年結成）
- ジョン・リチャードソン
- ミック・クラーク
- スティーヴ・イーサリントン

### The Rubettes（2022年結成）
- ジョン・リチャードソン
- ミック・クラーク
- ビル・ハード
- マーク・ライト

### Sugar Baby Loves
- ジョン・リチャードソン
- ミック・クラーク
- スティーヴ・イーサリントン
- マーク・ライト

### その他の旧メンバー
- アレックス・バインズ（Alex Bines、1955年7月23日 - ） - ドラムス

## ディスコグラフィ

### アルバム
- 『シュガー・ベイビー・ラヴ〜トゥナイト』 - Wear It's At (1974年)
- 『ノスタルジック・ロンドン・ポップ/ルベッツII』 - We Can Do It (1975年) ※全英 41位
- 『恋のロンドン・ブギー/ルベッツIII』 - Rubettes (1975年)
- 『恋のいいわけ/ルベッツIV』 - Sign Of The Times (1976年)
- Baby I Know (1977年)
- Sometime In Oldchurch (1978年)
- Still Unwinding (1978年)
- Shangri'la (1992年)
- Riding On A Rainbow (1992年)
- Making Love In The Rain (1995年)

### 主なシングル
- 「シュガー・ベイビー・ラヴ」 - "Sugar Baby Love" (1974年) ※全英 1位、全米 37位
- 「トゥナイト」 - "Tonight" (1974年) ※全英 12位
- 「恋のジューク・ボックス」 - "Juke Box Jive" (1974年) ※全英 3位
- 「アイ・キャン・ドゥ・イット」 - "I Can Do It" (1975年) ※全英 7位
- 「恋のロンドン・ブギー」 - "Foe-Dee-O-Dee" (1975年) ※全英 15位
- 「リトル・ダーリング」 - "Little Darling" (1975年) ※全英 30位
- 「恋のいいわけ」 - "You're The Reason Why" (1976年) ※全英 28位
- 「アンダー・ワン・ルーフ」 - "Under One Roof" (1976年) ※全英 40位
- 「ベイビー・アイ・ノウ」 - "Baby I Know" (1977年) ※全英 10位